# Kyrkskär, Lovisa
Kyrkskär är en ö i Finland. Den ligger i Finska viken och i kommunen Lovisa i den ekonomiska regionen  Lovisa i landskapet Nyland, i den södra delen av landet. Ön ligger omkring 72 kilometer öster om Helsingfors.
Öns area är 8,3 hektar och dess största längd är 0,6 kilometer i öst-västlig riktning.